# Маккэнн, Джон
Джон Пол МакКэнн (англ. John Paul McCann; 1879, Дублин — 24 августа 1952) — британский игрок в поло, серебряный призёр летних Олимпийских игр 1908.
На Играх 1908 МакКэнн входил в сборную Ирландии, которая, проиграв в единственном матче, заняла второе место и выиграла серебряные медали.